# Pointe de Charbonnel
Pointe de Charbonnel – szczyt w Alpach Graickich, części Alp Zachodnich. Leży we wschodniej Francji w regionie Owernia-Rodan-Alpy. Należy do masywu Alpi di Lanzo e dell’Alta Moriana. Szczyt można zdobyć ze schroniska Refuge d'Avérole (2210 m). Jest najwyższym szczytem Grupy Maurienne i Lanzo.